# Coordinadora Obrera Sindical

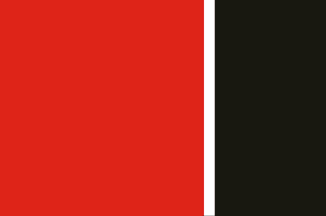
Bandera de la Coordinadora Obrera Sindical

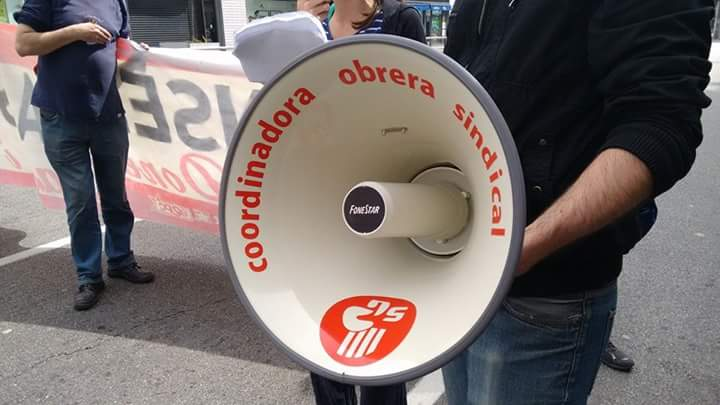
Megàfon corporatiu

La Coordinadora Obrera Sindical (COS) és un sindicat nacional i de classe sorgit el 1987. Es defineix com a «Sindicat per l'alliberament de gènere, de classe i nacional dels Països Catalans». Forma part del Coordinadora Unitària Sindical de Catalunya juntament amb altres sindicats.

## Història
L'any 1987 la Confederació Sindical de Treballadors de Catalunya fou formalment dissolta per integrar-se en la Confederació Sindical Catalana, però una part de la militància va fundar la Coordinadora Obrera Sindical (COS) com a referent sindical del Front Patriòtic propugnat pel PSAN. Posteriorment s'hi van integrar el Col·lectiu d'Obrers en Lluita.
L'organització va celebrar el primer congrés el 1990 a Cambrils, on es va elegir Toni Delgado com a coordinador general del sindicat. El segon congrés, extraordinari, el va celebrar el 1992 a Vic, per tal de resoldre una crisi que no va superar fins al 1999, amb el tercer congrés també celebrat a Vic. Joan Pujol va encapçalar el sindicat després de tots dos congressos. L'any 2000 va estrenar web i el 2001 celebra el seu quart congrés passant a definir-se com un sindicat eco-socialista. L'any 2003, dues organitzacions de l'EI, Terra i Llibertat i l'MDT van adoptar la COS com a referent sindical. El 2004 celebra el seu cinquè congrés a València, on Gonçal Bravo fou elegit coordinador general.
Fou un dels quatre sindicats (juntament amb CGT, CNT i Solidaritat Obrera) que convocà a la vaga general, el 27 de gener de 2011 a Catalunya, en protesta per l'allargament de l'edat de jubilació dels 65 als 67 anys. Aquest acord fou subscrit per la patronal, el govern espanyol (PSOE) i els sindicats afins (CCOO i UGT).
Des de l'any 2012, també té presència a Transports Metropolitans de Barcelona, Universitat de Barcelona, ensenyament secundari i primari, sector del lleure i Bombers de la Generalitat de Catalunya.
És considerada la sectorial laboral de l'Esquerra Independentista. Després d'uns mesos de debat, l'any 2017 plantejà abandonar el Grup d'Acció Parlamentària, espai de participació i representació a nivell orgànic de les entitats que recolzen la Candidatura d'Unitat Popular (CUP), davant de situacions que l'obligaven a «assumir certes contradiccions, fruït de pactes tàctics», com per exemple l'aprovació d'uns pressupostos generals que «mantenien les retallades i les privatitzacions en sectors estratègics».
La COS va participar en les vagues del 3 d'octubre i del 8 de novembre del 2017. En canvi, no ho va fer a la del 21 de febrer del 2019, al·legant que era una vaga imposada des de dalt, entre altres motius..
La presència més longeva de la COS en una empresa ha estat a Roquet de Tona, amb més de trenta anys de representació sindical nacional ininterrompuda (1978-2024).